# Fadrique Enríquez (1465-1538)
Fadrique Enríquez (ca. 1465 – 1538) was 4e admiraal van Castilië van 1490 tot aan zijn dood.

## Biografie

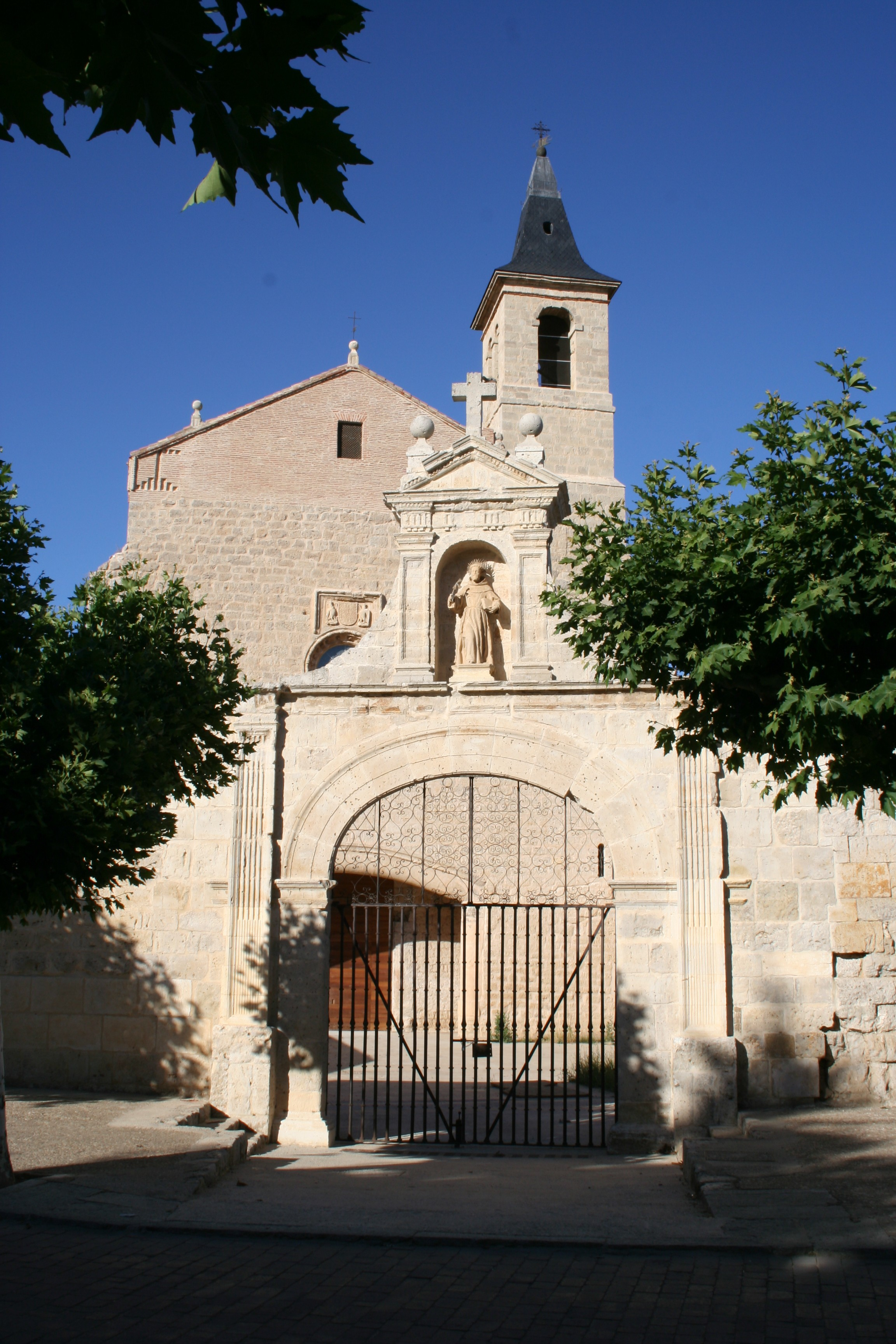
het klooster van San Francisco in Medina de Rioseco gesticht door Fadrique Enríquez en Ana de Cabrera

Fadrique Enríquez was de zoon van Alonso Enríquez en María de Velasco. Na de dood van zijn vader erfde Fadrique diens bezittingen waaronder landgoederen in Palencia en een burcht in Medina de Rioseco. Op 14 februari 1490 werd hij door het katholieke koningspaar benoemd tot admiraal van Castilië. Koning Ferdinand, de zoon van Johan II van Aragón en Juana Enríquez van Córdoba, was een neef van Fadrique. Ook had hij banden met het jonge graafschap van Haro, via zijn moeder. Fadrique Enríquez was de vierde persoon die dit ambt bekleedde sinds het door de kroon van Castilië werd ingesteld.
Fadrique Enríquez was temperamentvol en had een opvliegend karakter hetgeen blijkt uit een beschrijving van de historicus en tijdgenoot Fernando del Pulgar. Hierin doet Del Pulgar verslag van  een ruzie tussen koningin Isabella I van Castilië en Fadrique die eindigt met de verbanning van de laatste naar Sicilië. In 1489 had hij ondertussen zijn positie weer voldoende gerehabiliteerd om deel te mogen nemen in de veldtocht naar Granada. Samen met de hertog van Alva, Juan Téllez Gíron en Juan Pacheco vocht hij in het beleg van Baza. Hij was ook aanwezig bij de overgave van Granada in 1492. 
De admiraal wordt door de cancioneros en ook door de hofnar van keizer Karel V, Francesillo de Zúňiga, omgeschreven als iemand die niet kon zingen en bijzonder klein van gestalte was. 
De dichter Juan de Mendoza schrijft het volgende:
Vengo a ver al Almirante  | Ik kom de admiraal bezoeken
Por cumplir con mi deseo | om mijn wens in vervulling te laten gaan
y aunque le tengo delante | en hoewel hij voor me staat
y estoy cerca, no le veo | en ik dichtbij hem ben, zie ik hem niet (...)
Tijdens zijn verblijf op Sicilië trouwde Fadrique met de rijke Ana de Cabrera, vijfde gravin van Modica, vierde gravin van Osona en burggravin van Cabrera en Bas. Het huwelijk zou kinderloos blijven.
Zelf droeg Fadrique Enríquez de titels van graaf van Melgar, heer van Medina de Rioseco, Mansilla, Rueda, Aguilar, en Villabrajima en was hij een van de rijkste mensen van Spanje. Volgens de geschriften van Fernandéz de Oviedo had hij een jaarlijks inkomen van vijftigduizend dukaten per jaar.
In 1496 vergezelde de admiraal Johanna de Waanzinnige op haar tocht naar Vlaanderen, waar deze haar toekomstig echtgenoot Filips de Schone zou ontmoeten. Hij keerde terug naar Spanje in gezelschap van de zuster van Filips, Margaretha, die in Spanje moest trouwen met de prins Johan.  
Fadrique bereikte het hoogtepunt van zijn politieke macht tijdens de opstand van de Comuneros. In 1520 werd hij samen met zijn neef Íñigo Fernández de Velasco gouverneur van Spanje, in afwezigheid van Karel V. Hij legde zich er op toe om vrede te bewerkstelligen. Hierdoor werd hij later door de keizer beloond met de Bourgondische Orde van het Gulden Vlies. 
Ana de Cabrera stierf in 1523 en Fadrique schijnt diep bedroefd te zijn geweest. Hij financierde samen met zijn vrouw de stichting van een Franciscaanse residentie en later en van het Franciscaans klooster van San Francisco in Medina de Rioseco. Fadrique Enríquez overleed in 1538 en werd in dit klooster naast zijn vrouw begraven.

## Literaire betekenis
Volgens sommige van zijn biografen zou Fadrique Enríquez ook mecenas zijn geweest van kunstenaars en dichters. Genoemd worden zijn banden met de cancioneros en met Juan Boscán. Bóscan droeg vijf van zijn werken op aan de admiraal. Antonio de Velasco droeg twee werken aan hem op. 
Fadrique Enríquez heeft zelf ook enkele gedichten geschreven.